# Йохан (Бранденбург-Кулмбах)
Вижте пояснителната страница за други личности с името Йохан.
Йохан „Алхимика“ (на немски: Johann von Brandenburg, der Alchimist; * 1406; † 16 ноември 1464, Байерсдорф) от род Хоенцолерн, е маркграф на Маркграфство Бранденбург-Кулмбах от 1437 до 1464 г.

## Живот
Той е най-възрастният син на курфюрст Фридрих I от Бранденбург (1371 – 1440) и Елизабета Баварска (1383 – 1442), дъщеря на херцог Фридрих от Бавария-Ландсхут от род Вителсбахи и втората му съпруга Мадалена Висконти (1366 – 1404), дъщеря на Бернабо Висконти.
Йохан се жени през 1416 г. за принцеса Барбара фон Саксония-Витенберг (1405 – 1465), дъщеря на курфюрст Рудолф III от Саксония-Витенберг от род Аскани и на Барбара († 17 май 1435), дъщеря на херцог Рупрехт I от Лигниц (Легница) от силезийските Пясти. Император Сигизмунд Люксембургски урежда женитбата му и му обещава да наследи Асканкото Курфюрство Саксония. На 27 ноември 1422 г. приятелството на Сигизмунд към Бранденбургите вече е студено и Йохан получава парична сума.
Баща му го включва в управлението през 1424 г., когато е на 20 години, и на 13 януари 1426 г. в Ратенау го поставя за управител (Statthalter) на марката. Той е десет години слаб владетел и се занимава с алхимия. На 7 юни 1437 г. той се отказва от правата на първороден и получава франкските собствености на Хоенцолерните. През 1440 г. брат му Фридрих II става курфюрст на Бранденбург. Йохан няма интерес към управлението. Неговата резиденция става Пласенбург в Кулмбах. През късните му години до смъртта му той получава от неговия зет крал Христоф III от Дания управлението на земите му в Горен Пфалц.
Понеже няма мъжки наследник Йохан е наследен от по-малкия му брат Албрехт Ахилес, с когото ходил до Йерусалим през 1435 г., като маркграф на Кулмбах.

## Деца
Той има от брака му с Барбара фон Саксония-Витенберг децата:
- Барбара (1423 – 1481)
∞ 1433 Луиджи III Гонзага (1414 – 1478), маркграф на Мантуа от 1444 г.
- Рудолф фон Бранденбург (*/† 1424)
- Елизабет (1425 – 1465)
∞ 1. 1440 херцог Йоахим I от Померания (1427 – 1451)
∞ 2. 1454 херцог Вартислав X от Померания (1435 – 1478)
- Доротея (1430 – 1495)
∞ 1. 1445 крал Христоф III от Дания, Норвегия и Швеция (1416 – 1448)
∞ 2. 1449 крал Христиан I от Дания (1426 – 1481)

Освен това той има извънбрачен син, Фриц фон Бранденбург. Той има две дъщери: Магдалена и Франциска фон Бранденбург. Те са омъжени за италиански графове.